# エリザベス・マリー
エリザベス・マリー（Elizabeth Marry、1988年11月26日 - ）は、日本の女優、タレント、ダンサー、振付師。愛称、Liz（リズ）。
神奈川県川崎市出身。桐朋学園芸術短期大学卒業。えりオフィス所属。ダンスカンパニーCHAiroiPLIN（チャイロイプリン）メンバー。従姉妹はタレントのベッキーとベッキーの妹のジェシカ・レイボーン。

## 経歴
9歳から子役として活動しており、キッズコンテストの準グランプリ受賞、アパレルポスターやCF、ミュージカル『アニー2004』などにも出演した。『アニー』出演時の芸名は「水谷まり」であった。
桐朋学園芸術短期大学（42期、演劇専攻）を卒業（2006年 - 2008年）後、2011年よりダンスカンパニー「CHAiroiPLIN」に参加し、タレントダンサーにて映画『モテキ』・『牙狼-GARO-』を演じ、持田香織のPVダンサーやダンスボーカルユニット「Aeon」・「MiraSpider」組み、インターネット番組のMCなど幅広く活動を展開する。
2019年9月30日、自身のTwitterで俳優の加藤ひろたかとの結婚を発表。同年10月1日から、えりオフィスに所属。現在は、舞台女優から振付師まで多岐にわたる。

## 人物・エピソード
身長は155cm、靴は23.5cm、スリ—サイズは82 - 60 - 87 cm。
イギリスと日本のハーフであり、タレントのベッキーは従姉妹で父親同士が兄弟である。舞台に出演した弟も1人いる。2013年6月16日にベッキーに自身のTwitterによって「いとこ」と紹介されてから、その容姿が「可愛すぎる」と注目を集めた。また、彼女の表情や仕草、声質が「HKT48の村重杏奈に似ている」と話題になった。
アニメ『セーラームーン』と『こどものおもちゃ』が大好きである。「こどものおもちゃ」の主人公・倉田紗南に憧れ、芸能界入りを決意する。

## 出演

### テレビドラマ
- 「ガールズトーク〜十人のシスターたち〜」（2012年10月、テレビ朝日） - 慶子 役
- 「ちょい☆ドラ2017〜人生でエモいことは10分で起こる〜」（作品1「鼻歌ダンス」）（2017年12月28日、日本放送協会） - 君島 役
- 「なつぞら」（第5週「なつよ、お兄ちゃんはどこに？」）（2019年5月2日、3日、4日、日本放送協会） - ローズマリー 役
- 「チート〜詐欺師の皆さん、ご注意ください〜」（第5話「過去と今を繋ぐ 仮想通貨詐欺」）（2019年10月31日、日本テレビ） -  ハンナ 役

### テレビ番組
- ジェネジャン（2006年12月、日本テレビ） - ゲスト
- 「オヤノカヲガミタイ（2008年5月、テレビ朝日） - ゲスト
- 「ASIA SHOPPING KING」#004 （2013年7月27日、フジテレビ） - ゲスト
- ZIP!（2013年8月1日、日本テレビ） - ゲスト
- ネプ&イモトの世界番付スペシャル（2014年9月12日、日本テレビ） - ゲスト

### WEBテレビ番組
- Tタイム・ワールド～渚のおかえりなさい～（2010年10月31日 - 2011年3月26日、あっ!とおどろく放送局） - レギュラー番組出演（MC）
- あっ!とおどろくAKIBA NOW（2011年4月4日 - 2012年3月30日、あっ!とおどろく放送局） - レギュラー番組出演（2011年10月5日からMC担当[19]）
- アイオン・キングダム（2011年4月8日 - 9月27日、あっ!とおどろく放送局） - レギュラー番組出演（MC）
- 見たい！出たい！作りたい！（2011年5月21日、7月16日、11月12日、2012年4月7日、9月15日、あっ!とおどろく放送局） - ゲスト
- みんなでMONDAY NIGHT21！（2011年8月29日、あっ!とおどろく放送局） - ゲスト
- 神坂美羽の〇〇が大好き！！（2011年9月6日、9月27日、10月11日、11月8日、あっ!とおどろく放送局） - レギュラーアシスタント
- 「ニコ生でエリザベス・マリーを育てよう!!」（2011年11月4日、ニコニコ生放送）
- シャカリキ！きゅあコレクション（2011年11月8日、あっ!とおどろく放送局） - ゲスト
- 「エリザベス・マリーのラカトニア実況」（2012年1月6日、ニコニコ生放送） - ゲスト
  - 「ラカトニア公認プレイヤーの卵「エリザベス・マリー」の生放送！」（2012年3月2日、ニコニコ生放送）
- カンフェティch（2012年2月10日、あっ!とおどろく放送局） - レギュラー番組出演（MC代理）
- 【特番】Lizの見たい!出たい!作りたい!（2012年2月11日、あっ!とおどろく放送局） - 出演（MC）
- Tuesday＠TV～AKIBA NOW～（2012年4月3日 - 6月26日、あっ!とおどろく放送局） - レギュラー番組出演（MC）
- すいくぅ1/2（2012年4月25日 - ？、あっ!とおどろく放送局） - レギュラー番組出演（MC）
- すいくぅ1/2番外編～きん12(トゥエルブ)～（2012年6月29日、あっ!とおどろく放送局） - 出演（MC）
- 「放課後プリンセスの放送部プリーズ!（マジ）」（2012年7月10日、@TV 東京本社スタジオ） - ゲスト
- 「【合同生放送】CUL＆ゆかり合同誕生祭2012【CUL＆結月ゆかり】」（2012年12月22日、ニコニコ生放送）
- 「すいくりすますぺしゃる」（2012年12月25日、@TV 東京本社スタジオ） - ゲスト
- ニコニコ生放送公式番組「ボカレボチャンネル」（2013年、ニコニコ生放送） - レギュラー出演

### 映画
- 「モテキ」（2011年9月、監督：大根仁） OPダンサー
- 「牙狼-GARO- 〜蒼哭ノ魔竜〜 - GARO SOUKOKU NO MARYU -」（2013年、監督：雨宮慶太） - 妖精 役（ダンサー）
- 劇団6番シード「Dプロジェクト」（監督：山岸謙太郎） - アタッカーズ LIZ 役
  - トウドウ編・ツチヤ警部編（2016年8月）
  - UDA編・ヒグチ君編（2017年2月）
  - シーナ編・クリュウ編（2018年3月）
  - ディープロジック（2020年1月）
- 「MIRRORLIAR FILMS Season7『ヒューマンエラー』」（2025年5月、監督：香月彩里）[20]

### 舞台（出演）
2000年 - 2007年（子役）
- ミュージカル「TOKYOアリス」（2000年8月12日、13日、東邦生命ビル）
- ミュージカル「KIDDY2001」（2001年3月26日 - 29日、銀座博品館劇場）
- ミュージカル「葉っぱのフレディ」
  - （2001年8月18日、19日、五反田ゆうぽうと）
  - （2001年8月22日、大阪フェスティバルホール）
- ミュージカル「ココ・スマイル3」（2002年8月20日 - 27日、銀座博品館劇場） - ハル 役
- ミュージカル「Annie」 - ダフィ 役
  - （2004年4月24日 - 5月9日、青山劇場）
  - （2004年8月20日 - 22日、新潟りゅーとぴあ）
  - （2004年8月27日 - 29日、愛知県芸術劇場）
- ミュージカル「森は生きている」 - 女官 役
  - （2005年7月8日 - 12日、天王洲・アートスフィア）
  - （2006年7月27日 - 30日、新宿・全労済ホールスペース・ゼロ）東京公演Aバージョン
  - （2007年8月2日 - 5日、北千住・シアター1010）

2007年
- CHAiroiPLIN×オーケストラ シェーンベルク「浄夜」（2007年12月7日、サントリーホール）

2008年
- 佐藤紀雄と愉快な仲間達×CHAiroiPLIN「信号機と少女」（2008年4月20日、調布市せんがわ劇場）

2009年
- 第23回おらほせんがわ夏祭りCHAiroiPLIN公演「ナツノキヲク」（2009年8月1日 - 3日、調布市せんがわ劇場）

2010年
- シアターキューブリック「誰ガタメノ剣」（2010年1月20日 - 24日、紀伊國屋サザンシアター TAKASHIMAYA） - アンサンブル
- TGF東京学生フェスティバルゲストパフォーマンス公演「わわわ」（2010年3月24日、原宿アストロホール）
- 進戯団夢命クラシックス #10【PROJECT傀儡】舞台「ku-gu-tu」（2010年12月22日 - 26日、新宿シアターモリエール） - アンサンブル

2011年
- セッションハウス20周年記念公演咲いた咲いたダンス花 vol.13「market」（2011年1月10日、神楽坂セッションハウス）
- ティンカーベル「夏の夜の夢」（2011年2月23日 - 27日、神楽坂ディ・プラッツ）
- Ｇフォースエンターテインメント「The Kingdom Of Entertainment」（2011年4月1日 - 3日、保谷こもれびホール）

2012年
- 東京パノラマシアター「アダムとイブの椅子取りゲーム[21]」（2012年1月12日 - 14日、新宿FACE）
- CORNFLAKES「雷神 -RAIJIN-」（2012年7月27日 - 7月31日、俳優座劇場） - ダンサー
- ダンスがみたい！14～崩れる身体～ CHAiroiPLIN公演「ゆうびん屋」（2012年8月13日、日暮里d-倉庫）
- 横浜SAAC「再演支援プロジェクト」リバイバル・チャレンジ#6 CHAiroiPLIN「あずき～乙な味弐～」（2012年9月28日 - 30日、相鉄本多劇場）
- ゴブレイプロジェクト旗揚げ公演「ミオとジュリとエット・・・[22]」（2012年10月16日 - 21日、池袋・シアターKASSAI） - キャピュレット編 主演 ジュリ 役

2013年
- Freak box「Freak box」Vol.1（2013年1月16日 - 20日、ギャラリー・ルデコ） - 特別パフォーマー（19日のみ）
- Z団jr. 第2回公演「私の嘘、僕の嘘」（2013年1月30日 - 2月4日、千本桜ホール） - 主演 村瀬加奈子 役
- アリスインプロジェクト「アリスインデッドリースクール オルタナティブ[23]」（2013年3月20日 - 24日、新馬場駅・六行会ホール） - 光組 巣宮春菜 役
- Func A ScamperS 009 #09「CLOUD NINE -クラウドナイン-」（2013年5月1日 - 5日、新宿シアターサンモール） - 白雨 役
- 姫君vol.3『Freak box -RE:turns-』（2013年6月26日 - 30日、池袋シアターグリーンBASE THEATER） - 猫人間（キャット・タム） 役
- CHAiroiPLIN vol.4「FRIEND[24]」（2013年9月17日、18日、日暮里d-倉庫）

2014年
- 地球ゴージャスプロデュースVol.13「クザリアーナの翼[25]」 - デッシュ民 役
  - 東京公演（2014年1月8日 - 2月20日、赤坂ACTシアター）
  - 名古屋公演（2014年2月26日 - 3月1日、愛知県芸術劇場）
  - 福岡公演（2014年3月7日 - 12日、キャナルシティ劇場）
  - 大阪公演（2014年3月18日 - 31日、梅田芸術劇場）
- グリーンミュージカル 「LADYBIRD,LADYBIRD[26]」（2014年5月2日 - 6日、池袋・シアターグリーンBOX in BOX THEATER） - カブトムシ、ゴキブリ 役
- X-QUEST「ベニクラゲマン 実験都市マーベラスの逆襲」（2014年6月11日 - 22日、王子小劇場） - ミニクラゲマン 役
- 演劇集団イヌッコロ「恋するアンチヒーロー」（2014年7月24日 - 28日、中野・劇場MOMO） - 戦隊モノのピンク 役
- ～次代を担う振付家の発掘～『トヨタコレオグラフィーアワード2014』“ネクステージ”（最終審査会）「〒〒〒〒〒〒〒〒〒〒」（2014年8月3日、世田谷パブリックシアター）
- 龍平カンパニー「Twelve」（2014年8月28日 - 9月7日、青山円形劇場） - 7番 役
- S.A.B.カンパニー、劇団往来「Life pathfinder 2014」（2014年9月13日 - 15日、新国立劇場小劇場THE PIT） - 須磨英理 役
- 大人計画「キレイ〜神様と待ち合わせした女〜」（2014年12月5日 - 30日、Bunkamuraシアターコクーン） - アイダ 役

2015年
- ポップンマッシュルームチキン野郎「独りぼっちのブルース・レッドフィールド」（2015年2月22日 - 3月1日、新宿・シアターサンモール） - 政府高官の娘 役
- 劇団6番シード「ザ・ボイスアクター」（2015年4月15日 - 21日、西新宿・新宿村LIVE） - 大等一里 役
- 片肌☆俱利迦羅紋紋一座「振袖大火」（2015年7月15日 - 19日、池袋シアターグリーンBIG TREE THEATER） - 橋立花魁 役
- せたがやこどもプロジェクト2015《ステージ編》「おどるマンガ『鳥獣戯画(ちょうじゅうぎが) 』」（2015年8月5日 - 9日、太子堂・シアタートラム） - ウサギ 役
- CHAiroiPLIN 踊る戯曲3「三文オペラ[27]」（2015年10月24日 - 11月1日、三鷹市芸術文化センター星のホール） - ポリー・ピーチャム 役
- CHAiroiPLIN 踊る小説1「あばばばば」（2015年11月21日 - 22日、神楽坂セッションハウス）

2016年
- 劇団6番シード「メイツ!」（2016年1月27日 - 31日、新馬場駅・六行会ホール） - キョン 役
- 日韓共同制作プロジェクト「三文オペラ」（2016年2月23日、聖水アートセンター） - ポリー・ピーチャム 役
- 男装音楽劇「くるみ割り人形」（2016年3月25日 - 31日、東京芸術劇場シアターウエスト） - クララ 役
- ホットポットクッキング「失神タイムスリドル[28]」（2016年4月29日 - 5月2日、新宿村LIVE） - センチメンタル・グローバル・ダイニングキッチン、土（つち） 役
- □字ック「荒川、神キラーチューン」 - シオリ 役
  - 東京公演（2016年6月29日 - 7月3日、東京芸術劇場シアターウエスト）
  - 豊橋公演（2016年7月9日 - 10日、穂の国とよはし芸術劇場PLATアートスペース）
- 劇団6番シード「Life is Numbers〜ライフイズナンバーズ〜」（2016年9月7日 - 11日、中野ザ・ポケット） - 高橋四葉 役
- ジェットラグ「私はスター」（2016年10月7日 - 18日、新宿・SPACE 雑遊） - 長谷川けめ子 役

2017年
- Parco Produceミュージカル「キャバレー」 - キットカットガール 役
  - 東京公演（2017年1月11日 - 22日、EXシアター六本木）
  - 神奈川公演（2017年1月26日 - 29日、横浜・KAAT神奈川芸術劇場）
  - 大阪公演（2017年2月3日 - 5日、中之島フェスティバルホール）
  - 仙台公演（2017年2月10日 - 12日、仙台サンプラザホール）
  - 愛知公演（2017年2月17日 - 19日、刈谷市総合文化センター大ホール）
  - 福岡公演（2017年2月24日 - 26日、福岡サンパレスホール）
- 劇団6番シード「人生の大事な部分はガムテで止まっている」（池袋・シアターKASSAI）
  - 現代編 (2017年4月5日 - 12日) - 綾川春姫 役
  - 大正時代編（2017年4月15日 - 23日） - 林きむ子 役
- 劇団6番シード「ごめんなさいが言えない人々」（2017年6月7日 - 11日、池袋・シアターKASSAI） - 浅宮・ステファニー・亜希子 役
- 朝劇 西新宿 Vol.2「恋の遠心力」(2017年7月12日、GLASS DANCE 新宿店)  - 日替わりゲスト
- 日本総合悲劇協会Vol.6「業音[29]」 - 踊り子 役
  - 東京公演（2017年8月10日 - 31日、池袋・東京芸術劇場シアターイースト）
  - 福岡公演（2017年9月16日 - 18日、西鉄ホール）
  - 松本公演（2017年9月29日 - 30日、まつもと市民芸術館実験劇場）
  - パリ公演（2017年10月5日 - 7日、パリ日本文化会館大ホール）
- 劇団6番シード「D・ミリガンの客」（2017年11月23日、池袋・シアターKASSAI） - 日替わりゲスト 郵便屋 役[30]
- CHAiroiPLIN「BALLO～ロミオとジュリエット～」（2017年12月2日 - 3日、新大久保・東京グローブ座）
- 舞台「文豪ストレイドッグス」 - アンサンブル
  - 横浜公演（2017年12月22日 - 24日、横浜・KAAT神奈川芸術劇場ホール）
  - 大阪公演（2018年1月12日 - 13日、森ノ宮ピロティホール）
  - 東京公演（2018年1月31日 - 2月4日、AiiA 2.5 Theater Tokyo）

2018年
- コンドルズ×あうるすぽっと「可能性の獣たち2018」（2018年2月11日 - 12日、東池袋・あうるすぽっと）
- キ上の空論「おかえりのないまち。色のない」（2018年3月10日 - 18日、吉祥寺シアター） - トキ 役
- CHAiroiPLIN「ERROR〜踊る小説4〜」（2018年4月21日 - 30日、三鷹市芸術文化センター星のホール）
- 劇団6番シード「TRUSH！」（2018年5月30日 - 6月3日、六行会ホール） - ポイ 役
- 舞台「半神」 - 化け物 役
  - 東京公演（2018年7月11日 - 16日、天王洲 銀河劇場）
  - 大阪公演（2018年7月19日 - 22日、松下IMPホール）
- CHAiroiPLIN としまアート夏まつり2018 子どもに見せたい舞台vol.12 おどる童話「THE GIANT PEACH」（2018年8月6日 - 12日、東池袋・あうるすぽっと） - てんとう虫 役
- DMF / ENG提携公演 vol.4『メイカ   魔女と幕末の英雄』（2018年8月29日 - 9月2日・シアターサンモール（新宿御苑前）） - 言秀、イザナ 役
- 舞台「文豪ストレイドッグス 黒の時代」 - アンサンブル
  - 東京公演（2018年9月22日 - 10月8日、サンシャイン劇場）
  - 大阪公演（2018年10月13日 - 14日、森ノ宮ピロティホール）
- 放課後ビアタイム～5次会～「おでん始めました。」（2018年11月4日、ステージカフェ下北沢亭）
- 室蘭VOX ＃10「カモメのジョナサンのハクチョウの湖」（2018年11月16日、室蘭市市民会館）
- 劇団6番シード25周年記念公演第三弾 第67回公演「劇作家と小説家とシナリオライター」B日程（2018年11月30日 - 12月8日、池袋・シアターKASSAI） - マイナス 役

2019年
- CHAiroiPLIN 踊るシェイクスピアII「TIC-TAC〜ハムレット〜」（2019年1月25日 - 26日、新大久保・東京グローブ座） - レアティーズ 役
- アリスインプロジェクト「Dance!Dance!Dance! オルタナティブ」（2019年2月10日 - 16日、池袋・シアターKASSAI） - 斑鳩命 役
- 小川細川企画第二回公演「くるおしき綾、絢爛なれ」（2019年2月27日 - 3月3日、池袋・シアターKASSAI） - 海部里 役
- 朝劇 西新宿「愛の回転式」(2019年3月31日、GLASS DANCE 新宿店) - 日替わりゲスト
- 舞台「文豪ストレイドッグス　三社鼎立」 - ルーシー・M 役
  - 岩手公演（2019年6月8日 - 9日、北上市文化交流センター さくらホール）
  - 福岡公演（2019年6月14日 - 16日、久留米シティプラザ ザ・グランドホール）
  - 愛知公演（2019年6月21日 - 22日、名古屋市公会堂）
  - 大阪公演（2019年6月27日 - 30日、森ノ宮ピロティホール）
  - 東京公演（2019年7月3日 - 10日、日本青年館ホール）
- 舞台「幽☆遊☆白書」 - 幻海、木部夏子、マサル、喜多嶋麻弥、螢子の母、蔵馬の母 役
  - 東京公演（2019年8月28日 - 9月2日、シアター1010）
  - 大阪公演（2019年9月4日 - 8日、森ノ宮ピロティホール）
  - 福岡公演（2019年9月10日 - 13日、ももちパレス）
  - 愛知公演（2019年9月20日 - 22日、一宮市民会館）
- CHAiroiPLIN「マグカルシアター2019」（2019年10月23日、神奈川県立青少年センター・スタジオHIKARI）
- Bunkamura、大人計画「キレイ〜神様と待ち合わせした女〜」 - コロス、ダイズ兵反対主婦、令嬢ダンサー、誕生日パーティーの客、記者、看護婦、娼婦、魔術団 役
  - 東京公演（2019年12月4日 - 29日、シアターコクーン）
  - 福岡公演（2020年1月13日 - 19日、博多座）
  - 大阪公演（2020年1月25日 - 2月2日、中之島フェスティバルホール）

2020年
- オンライン朗読劇「葉桜と魔笛」（2020年6月15日）
- 舞台「死神遣いの事件帖 -鎮魂侠曲-」 - ヴァニタス 役
  - 東京公演（2020年7月23日 - 8月2日、サンシャイン劇場）
  - 大阪公演（2020年8月5日 - 9日、梅田芸術劇場 シアター・ドラマシティ）
  - 福岡公演（2020年8月13日、福岡サンパレス）
  - 広島公演（2020年8月15日、上野学園ホール）
- CHAiroiPLIN 踊る戯曲「三文オペラ」（2020年10月17日 - 25日、三鷹市芸術文化センター星のホール） -  ルーシー・ブラウン 役
- 舞台「幽☆遊☆白書」其の弐 - 幻海、目玉妖怪、ローズウィップ渡す妖精、霊剣渡す妖精、養殖人間、BBC女 役
  - 東京公演（2020年12月4日 - 15日、品川プリンスホテル ステラボール）
  - 大阪公演（2020年12月18日 - 20日、COOL JAPAN PARK OSAKA WWホール）
  - 京都公演（2020年12月23日 - 30日、京都劇場）

2021年
- CHAiroiPLIN「桜の森の満開の下」（2021年3月18日 - 20日、東池袋・あうるすぽっと）
- Bunkamura「シブヤデアイマショウ」（2021年4月18日 - 24日、渋谷・シアターコクーン）
- ミュージカル「衛生」
  - 東京公演（2021年7月9日 - 25日、TBS赤坂ACTシアター）
  - 大阪公演（2021年7月30日 - 8月1日、オリックス劇場）
  - 福岡公演（2021年8月9日 - 11日、久留米シティプラザ）

2022年
- Bunkamura「広島ジャンゴ 2022[31]」
  - 東京公演（2022年4月5日 - 30日、渋谷・Bunkamura シアターコクーン）
  - 大阪公演（2022年5月6日 - 16日、大阪・森ノ宮ピロティホール）[32]
- 劇団6番シード「12人の私と路地裏のセナ」（2022年8月10日 - 16日、中野・テアトルBONBON） - ヒロイン 路地裏のセナ 役[33]
- ENG『松本稽古企画公演《ココロ踊ル》』「ダンスピアの消失」（2022年11月9日 - 13日、六行会ホール） - シュリ 役[34]

2023年
- OG-3works「噂噺 怪奇超常探偵叢書」（2023年12月6日 - 10日、大塚・萬劇場） - ウブメ 役[35]
- ミュージカル「ジル・ド・レ 〜吾輩は娼館の蚤である〜」（2023年12月28日 - 31日、ラゾーナ川崎プラザソル）[36]

2024年
- 舞台「ブラッディ+メアリー」（2024年1月26日 - 2月4日、こくみん共済 coop ホール/スペース・ゼロ） - リリー・マクレーン 役[37][38]
- 松本プロデュースVol.3「FOUR.」（2024年2月29日 - 3月3日、池袋シアターKASSAI）[39]
- ENG「missing〜ドラゴンズ・バックへの歩調〜」（2024年8月21日 - 25日、六行会ホール） - エリノア 役[40]
- モリハラプロデュース「楽屋[41]」（2024年10月10日 - 14日、大塚・萬劇場） - 女優A 役
- ENG『松本稽古企画公演《ココロ踊ル》』「まうしずむ[42]」（2024年11月13日 - 17日、六行会ホール） - 草薙初夏 役

2025年
- ミュージカル「アメリカン・サイコ」[43]
  - 東京公演（2025年3月30日 - 4月13日、新国立劇場 中劇場）
  - 大阪公演（2025年4月19日 - 21日、森ノ宮ピロティホール）
  - 福岡公演（2025年4月26日、J:COM北九州芸術劇場）
  - 広島公演（2025年4月30日、JMSアステールプラザ 大ホール）

2026年
- COCOON PRODUCTION 2026「クワイエットルームにようこそ The Musical」
  - 東京公演（2026年1月12日 - 2月1日〈予定〉、THEATER MILANO-Za）
  - 大阪公演（2026年2月7日 - 11日〈予定〉、ロームシアター京都 メインホール）
  - 岡山公園（2026月2月22日・23日〈予定〉、岡山芸術創造劇場 ハレノワ 大劇場）[44][45]

### ダンス公演
※ 「MiraSpider / ミラスパR」の名義
- 「渋谷ぶっ飛び!!ガールズ祭り2012」（2012年2月14日、Shibuya O-EAST） - 神坂美羽と出演
- 「ChuriStaファーストミニアルバム発売記念ライブツアー2012」（2012年3月1日、ミュージックレストラン ラドンナ）
- 「SHIBUYA IDOL COLLECTION」（2012年3月5日 - 6日、渋谷DESEO）
- 「GIRLS SPACE」（2012年3月10日、原宿アストロホール） - ソロ
- 「ファンタスティック」（2012年3月17日、渋谷DESEO）
- 「FREE BOMBER!!」（2012年3月17日、渋谷DESEO）
- 「渋谷ぶっ飛び!!ガールズ祭り2012 extra」（2012年3月21日、Shibuya O-EAST）
- 「“Curedoll Presents” Forever32～Papillon Nagi生誕祭SP～」（2012年4月9日、渋谷REX）
- 「【タイトルは調べない】」（2012年4月19日、渋谷REX）
- 「ファンタスティック」（2012年4月29日、Shibuya O-Crest）
- 「渋谷ぶっ飛び!!ガールズ祭り2012」（2012年5月15日、Shibuya O-EAST） - ソロ
- 「勝ち抜け！ピスタチーオvol.40」（2012年5月20日、大久保HOT SHOT） - ソロ
- 「歌姫とスピカ～SEASON 1～」（2012年6月3日、渋谷REX）
- 「Curedoll presents きゅあコレクション SEASON 1」（2012年6月21日、Holiday Shinjuku）
- 「ULTIMATE GIRL’s POWER Festival 2012」（2012年7月1日、池袋アムラックスホール）
- 「歌姫とスピカ ～SEASON 3～」（2012年7月7日、渋谷RUIDO K2）
- 「ROPPONGI IDOL COLLECTION」（2012年7月17日、morph-tokyo）
- 「Pure Girls Vol.1」（2012年7月19日、渋谷RUIDO K3）
- 「Summer Memories 2012」（2012年7月22日、原宿アストロホール）
- 「歌姫とスピカ ～SEASON 4～」（2012年8月18日、渋谷Milkyway）
- 「関谷彩花バースデーライブ2012（仮）」（2012年8月26日、渋谷REX）
- 「Summer Memories 2012 Final」（2012年8月26日、渋谷Club asia）
- MiraSpider主催イベント「乱舞狂咲ー第1幕ー」（2012年9月17日、渋谷Milkyway）
- 「歌姫とスピカ～SEASON 5～」（2012年9月23日、渋谷REX）
- 「【タイトルは調べない】 」（2012年10月27日、渋谷Milkyway）
- 「【タイトルは調べない】 」（2012年10月31日、渋谷Glad）
- 「歌姫とスピカ～SEASON 6～」（2012年11月3日、渋谷REX）
- 「EMU TOKYO COLLECTION Vol.4」（2012年11月7日、Shibuya O-EAST）
- 「ミラスパバー」（2012年11月13日、秋葉原声優カフェ）
- 「rena after birth day party！」（2012年11月21日、Holiday Shinjuku）
- Liz生誕イベント「昭和ノスタルジック～辰女乱舞～」（2012年11月27日、秋葉原声優カフェ）
- Renah生誕イベント「2012年12月12日21歳になりました」（2012年12月15日、渋谷某所）
- 「渋谷サイダー」（2012年12月29日、Shibuya O-NEST）
- 「あやうみのおたんじょうびかい！」（2013年2月23日、新宿ライブハウスBirth Shinjuku）
- 「SHINJUKU ULTIMATE☆LIVE!! vol.5」（2013年3月10日、新宿RUIDO K4）
- 「【タイトルは調べない】 」（2013年4月8日、Shibuya O-EAST）
- 「えびす祭りvol.85」（2013年5月30日、Birth Shinjuku）
- 「渋谷ぶっ飛び!!ガールズ祭り2013～太田ゆうき生誕スペシャル～」（2013年6月6日、Shibuya O-EAST）
- 「色彩RECORDS FREE LIVE」（2013年6月16日、渋谷RUIDO K2）
- 「SHIBUYA GIRLS SHOW TIME」（2013年6月19日、渋谷DESEO）
- 「雛乃・すずち・Arisa合同生誕祭」（2013年6月22日、高田馬場CLUB PHASE）
- 「渋谷エンタメLIVE 1部」（2013年8月25日、渋谷エンタメステージ）
- 「【タイトルは調べない】」（2013年10月3日、Shibuya O-EAST）
- 「Feam Super Festival "Rina 4→5～Rina2013生誕祭～" =DAY=」（2013年10月14日、吉祥寺CLUB SEATA）
- 「柚原凪プレゼンツ！～ハロウィンパーティー2013～」（2013年10月22日、渋谷DESEO）
- Liz聖生祭「昭和ノスタルジック～辰女乱舞・第二章～」（2013年10月26日、Tangerine 渋谷）
- 日本女子体育大学学園祭「健美祭ダンスコンテス2013」（2013年10月27日、日本女子体育大学第2体育館） - 「SpiRaL」と出演
- 「【タイトルは調べない】」（2014年5月17日、恵比寿）

### 声優
- 「あみたん娘」（2013年） - セシル 役

### PV
- 持田香織「？」（？年）
- THE冠「中3インマイドリームス~行ってみたいなL.Aに~」（2010年）
- Official髭男dism「HELLO」（2020年）

### CM
- ユニクロ（1998年） - ポスター
- 「劇場版ポケットモンスター ミュウツーの逆襲」（1998年） - 映画館用CF
- 「湯名人」（2003年、ジャノメ）

### ラジオ
- 栃木放送「Rie's Deli POPーJ」（2011年6月2日） - ゲスト

### その他（出演）
- 「キューティーキッズコンテスト」（1997年8月、ラフォーレ原宿）- 準グランプリ
- アニークリスマスコンサート（2003年、2004年、2005年12月23日 - 25日、青山劇場 / 東京厚生年金会館）
- 「浜名湖花博2004」（2004年9月、浜名湖ガーデンパーク） - ボディランゲージ
- 第31回NHK「日本賞」教育コンテンツ国際コンクール授賞式（2004年11月2日、NHKホール） - ボディランゲージ
- 愛・地球博「開会式」と「ジャパンデー・ジャパンデーウィーク」（2005年3月、6月 - 8月、愛知県愛知郡長久手町・豊田市・瀬戸市EXPOドーム） - ボディランゲージ
- ビートニックスタジオ発表会「０ zero」（2010年9月11日 - 12日、日本青年館 大ホール） - ダンサー
- Ｇフォースエンターテインメント「Soul Sign」（2011年3月3日、浅草リトルシアター） - ダンサー
- 「秋葉原打ち水っ娘大集合！2011」オープニングセレモニー（2011年7月31日、神田明神境内、明神会館前） - ゲスト
- マーブルコレクション2011（2011年7月17日、SHIBUYA-AX） - ダンサー
- 「トリプルプレイ」（2011年12月28日、中野ゼロ小ホール） - ダンサー
- 「渋谷ぶっ飛び!!ガールズ祭り2011 3days SP」（2011年10月20日、Shibuya O-EAST） - ダンサー
- 「2011 UZ's LAST Live～The LOVE & JUNKs and Friends」（2011年11月27日、六本木アビーロード） - ゲスト
- 「Break Girls Festival at 赤坂BLITZ」（2011年12月30日、赤坂BLITZ） - ダンサー
- トークライブ「まなもっち」（2012年11月15日、グラ☆スタ！水天宮前スタジオ） - ゲスト
- 「高岡七夕祭り2013」（2013年8月3日、高岡大和横・旧万葉の杜） - 特別ゲスト
- 「SKELT 8 BAMBINO ワンマンライブ colors〜HANABI〜」(2015年6月27日、28日、吉祥寺 CLUB SEATA)  - 出演
- 劇団6番シード番外イベント「またまたやります超絶長いタイトルのあのイベント公演再び！普段はやらないあんな演目や３０分でわかるあのパロディや宇田川美樹書下ろしコメディも！？はたまた長編化決定したDプロジェクト最新情報や人気作品のコメンタリー上映会までまるごとまるっとごっちゃごちゃの6C幕の内弁当！（仮）」(5月25日、27日、29日【C日程】、29日【F日程】) - ゲスト
- 「エリザベス・マリー生誕祭～祝・三十路～」（2018年11月23日、新宿レッドノーズ） - 出演
- 「役者100人展」（2018年12月27日、渋谷・ギャラリー・ルデコ） - ゲスト
- 「TTT2018CDL　FINAL」（2018年12月31日、池袋・シアターKASSAI） - ゲスト
- 「メイカ  魔女と幕末の英雄」DVD Blu-ray発売記念イベント（2019年2月15日、阿佐ヶ谷ロフトA） - ゲスト
- A 物語を踊ろう（2019年9月14日 - 16日、徳島県郷土文化会館） - アシスタント

## ディスコグラフィ

### シングル
- Aeon（アイオン）「Judgement」（2011年）

## 作品

### 舞台（作品）
- 進戯団夢命クラシックス #10【PROJECT傀儡】舞台「ku-gu-tu」（2010年12月22日 - 26日、新宿シアターモリエール）
- アリスインプロジェクト「ラストホリディ～終わらない歌～」（2012年11月21日 - 25日、東長崎・小劇場てあとるらぽう）
- @emotion presents Expression Vol.3 黒「Re:black」（2013年11月2日 - 4日、ウェストエンドスタジオ）
- Pay It Forward「ヨミガエラセ屋」（2016年3月30日 - 4月3日、新宿村LIVE）
- ホットポットクッキング「失神タイムスリドル」（2016年4月29日 - 5月2日、新宿村LIVE）
- PKP「パリピ‼︎〜ゆずれない夏〜」（2016年8月11日、しもきた空間リバティ）
- アリスインプロジェクト「アリスインデッドリースクールパラドックス[46]」（2016年8月11日 - 21日、池袋・シアターKASSAI）
- アリスインプロジェクト「魔銃ドナークロニクル[47]」（2016年9月28日 - 10月2日、六行会ホール）[48]
- アリスインプロジェクト「GIRLS TREK[49]」（2016年12月7日 - 11日、新宿・THEATER BRATS）
- アリスインプロジェクト「真説・まなつの銀河に雪のふるほし[50]」（2017年1月11日 - 15日、六行会ホール）[51]
- ASSH「SOUL FLOWER ver.2017」（2017年2月15日 - 19日、新宿村LIVE）
- オッドステージ「サイレントメビウス」（2017年3月29日 - 4月2日、新宿・シアターサンモール）[52]
- Southern’X「星空ハーモニー」（2017年4月18日 - 23日、CBGKシブゲキ!!）
- アリスインプロジェクト「クォンタムドールズ2017」（2017年7月5日 - 9日、六行会ホール）[53]
- アリスインプロジェクト「終わらない歌を少女はうたう」（2017年9月13日 - 18日、新宿村LIVE）[54]
- アリスインプロジェクト「アリスインデッドリースクール・ノクターン」（2017年10月4日 - 9日、新宿村LIVE）[55]
- 劇団6番シード「TRUSH!」（2018年5月30日 - 6月3日、六行会ホール） - 振付総監督[56]
- DMF/ENG「メイカ 魔女と幕末の英雄」（2018年8月29日 - 9月2日、新宿・シアターサンモール） - ダンス振付[57]
- 舞台「文豪ストレイドッグス 黒の時代」 - 振付助手
  - 東京公演（2018年9月22日 - 10月8日、サンシャイン劇場）
  - 大阪公演（2018年10月13日 - 14日、森ノ宮ピロティホール）
- アリスインプロジェクト「クォンタムメモリーズ」（2018年10月3日 - 8日、新宿村LIVE） - オープニング振付[58]
- アリスインプロジェクト「ともだちインプット」（2018年11月7日 - 18日、池袋・シアターKASSAI） - オープニング振付
- 劇団鹿殺し「山犬」（2019年2月27日 - 3月3日、大阪・ABCホール） - 振付助手
- アリスインプロジェクト「アリスインデッドリースクール コネクト」（2019年11月7日 - 10日、新宿村LIVE） - オープニング振付
- 舞台「巌窟王 Le théâtre」（2019年12月20日 - 28日、こくみん共済 coop ホール（全労済ホール）/スペース・ゼロ） - ステージング振付
- ナナマルキカク vol.1「アトムチャイルド」（2020年2月21日 - 23日、シアター風姿花伝） - オープニング振付
- ポップンマッシュルームチキン野郎「R老人の終末の後予定」、「コチラハコブネ、オウトウセヨ」（2020年6月20日 - 28日、新宿・シアターサンモール）

### イベント
- 「柊木りお 1st birthday ワンマンライブ」（2012年12月20日、秋葉原・TwinBox  AKIHABARA） - ダンス指導
- PKP祭り2016限定ダンスユニット「octave」（2016年12月10日、代々木・ミューズ音楽院）
- 「PKP祭り2017〜手と手をつないで〜」（2017年2月4日、代々木・ミューズ音楽院）
- 「PKP祭りvol.3」（2017年5月6日、代々木・ミューズ音楽院）[59]
- 「甘いチョコレートは恋の味・お披露目公演第一夜<単独公演>」（2018年11月5日、代官山・SPACE ODD） - ダンス指導
- 劇団6番シード「TRUSH!〜2018年六行会ホール〜」（2019年12月8日、ザ✩キッチンNAKANO） - ダンス指導
- 刀剣乱舞 大演練製作委員会、読売新聞社「刀剣乱舞 大演練 ～控えの間～」（2020年8月11日、東京ドーム） - ステージング担当

### 楽曲
- ベースボールガールズ55
  - 「CHANCE!」（2012年5月5日）
- 虹色幻想曲 〜プリズム・ファンタジア〜
  - 「KALISOME」（2015年3月）[60]
  - 「浪漫派幻想曲〜ロマンティックファンタジア〜」（2015年5月）
  - 「SAMURAI DRIVE」（2016年10月）[61]
  - 「電脳世界 〜きゅんキュン事態宣言！〜 」（2021年5月）
- アリスインアリス「魔銃ドナークロニクル」（2016年5月）
- マボロシ可憐GeNE
  - 「最強純情DNA」（2016年6月）[62]
  - 「DDK -誰でもどっからでもかかってこい-」（2016年10月）
- PrincessGarden-姫庭-「恋=トキメキ+魔法」（2016年10月）[63]
- NωA「ωe are the HERO‼︎」（2017年4月）
- きみがわたしだけのおうじさまだったら
  - 「ほしにいのりを」（2017年7月）[64]
  - 「はつこい」（2017年7月）[65]
  - 「さにー」（2017年10月）[66]
  - 「みらい」（2017年10月）[67]
- 藍色アステリズム
  - 「ブラックスワンのままで」（2018年9月）
  - 「愛昧Me」（2019年1月）
  - 「リベンジフローライト」（2019年8月）
- メニぱら「太陽系シンデレラ」（2019年8月）

### その他（作品）
- VOCALOID キャラクター「CUL」モーションキャプチャー担当（2011年12月22日）

## ユニット
- Aeon（Lilith、Luna Marry / 水谷まり）（2011年3月31日 - 2012年1月31日）
- MiraSpider（Liz【リーダー】、Renah【平井麗奈】、Rico【宮原理子】、Arisa【蛭薙ありさ】、Amy、Yu-ki、Yui）（2012年2月1日 - 2014年7月）